# NGC 7489
NGC 7489 је спирална галаксија у сазвежђу Пегаз која се налази на NGC листи објеката дубоког неба.
Деклинација објекта је + 22° 59' 52" а ректасцензија 23h 7m 32,5s. Привидна величина (магнитуда) објекта NGC 7489 износи 13,4 а фотографска магнитуда 14,1. Налази се на удаљености од 73,533 милиона парсека од Сунца. NGC 7489 је још познат и под ознакама UGC 12378, MCG 4-54-28, CGCG 475-38, IRAS 23050+2243, PGC 70532.